# Mudar
Mudar (lees: Moedar) of Mudhar (Arabisch:  مضر ), was een van de twee belangrijkste takken van de "Noord-Arabische" (volk van Adnan) stammen, de andere tak is Rabi'ah.
Mudar stamt af van Nizar (of Nazar) ibn ('zoon van') Ma'add ibn Adnan ibn Add ibn Zand ibn Nebajoth (volgens andere bronnen Kedar) ibn Ismaël ibn Abraham ibn Azar ibn Nahor ibn Serug ibn Rehu ibn Peleg ibn Eber ibn Shaleh ibn Arpachsad ibn Sem ibn Noach ibn Lamech ibn Metusalem ibn Idris ibn Yared ibn Mahalalel ibn Kenan ibn Enos ibn Seth ibn Adam.
Het aantal geslachten en de namen tussen Adnan en Ismaël is niet met zekerheid vast te stellen.
Mudar ibn Nizar is de 18e generatie voorvader van Mohammed. Zijn moeder heette Mu’anah bint Jawsham.

## De takken van Mudar
Rond eerste eeuw vóór Christus waren de zonen van Mudar, İlyas en Qais, vertakt in twee grote takken. De İlyas-tak splitste zich in 3 kleinere takken. Deze zijn als volgt:
- Tamim (Ramim) ibn Murrah, de Banoe Tamim was verspreid in het land tussen Zuid-Mesopotamië (al-Basra) naar het centrum van het Arabische Schiereiland, Jordanië en Khuzestan in Perzië (het huidige Iran).
- Hudhail ibn Mudrikah, de Banoe Hudhail-stam zou tussen Mekka en Medina hebben geleefd
- Khuzaimah ibn Mudrikah is vertakt naar Asad ibn Khuzaimah en Kinanah ibn Khuzaimah

De Banoe Kinanah vertakte zich weer in Qoeraisj ibn Fihr ibn Maalik ibn al-Nadr ibn Kinanah en Haram ibn Malakan ibn Kinanah en in Shoaba van Bakr ibn Abdumanat ibn Kinanah.
De Qoeraisj vertakt zich op zijn beurt weer uit in verschillende substammen, de bekendste van hen waren Jumah, Sahm, Adi, Makhzoem, Tayim, Zahra. Drie substammen stammen weer af van Qusai ibn Kilab: Aboed-Dar ibn Qusai, Asad ibn 'Abdoel' Uzza ibn Qusai en Abd Manaf ibn Qusai.
Abd Manaf vertakte zich weer in vier stammen, Abdoesj Sjams, Nawfal, Moettalib en Hasjim.